# Facultad de Ciencias Humanas y Económicas (UNAL Medellín)
La Facultad de Ciencias Humanas y Económicas es una institución dedicada fundamentalmente a la enseñanza en las áreas de las humanidades y económicas. La Facultad pertenece a la Universidad Nacional de Colombia y junto con otras cinco facultades, que son las de Arquitectura, Ciencias, Ciencias Agropecuarias, Ciencias de la vida y de Minas, constituye la sede Medellín de dicha Universidad.

## Historia
Los cambios sociales y culturales de la mitad del siglo XX condujeron a que en la actual Sede Medellín se crearan nuevas facultades, primero la Facultad de Arquitectura y Artes y, más adelante, la Facultad de Ciencias. 
En consecuencia, a partir de las cátedras humanísticas que se ofrecían dentro del currículo de los programas de Ingeniería, Agronomía y Arquitectura, se comenzó a dar forma a la Facultad de Ciencias Humanas. Es así, como en 1975 fue creada la Facultad de Ciencias Humanas y en 1997 cambió por su nombre actual.
En sus inicios, la nueva Facultad sólo contó con una carrera, Economía Agrícola (actualmente Economía), que fue separada de la Facultad de Agronomía para el efecto, pero esa debilidad en cuanto al número de carreras se compensó con una fuerte presencia en la Sede Medellín a través de un importante componente curricular humanístico, obligatorio para todos los niveles de la formación. 
Más adelante se crearon las carreras de Historia (1978) y Ciencia Política (2000), así como con el desarrollo de los programas de posgrados de alta calidad. En la década de 1980 y 1990 se crearon los programas de Maestría en Historia, Economía, Estética y las especializaciones en Ciencia Política, Economía Internacional, Estética y Economía de la Cultura. 
Se creó en el año 2003 el Doctorado en Historia, y el Doctorado en Ciencias Humanas y Sociales en el año 2009. Finalmente, en 2012, se puso en marcha la Maestría en Estudios Políticos y en 2016, la Maestría en Archivística.

## Escuelas y programas
Para la administración de la docencia, el fomento de la investigación y el desarrollo de programas de extensión a la comunidad universitaria, la Universidad Nacional de Colombia ha organizado las Áreas del Conocimiento en Escuelas o Departamentos como es el caso de otras facultades. 
La Facultad de Ciencias Humanas y Económicas cuenta con 4 escuelas las cueles ofrecen tres programas de pregrado en modalidad profesional y diez programas de posgrado en las modalidades de Maestría de Profundización y Especialización, Maestría de Investigación y Doctorado. Además cuenta con 25 grupos de investigación acreditados en Colciencias y 5 laboratorios (1 en Fuentes Históricas, 1 de Estudios Geográficos y Territoriales, 1 de Ciencias Sociales y Económicas, 1 de Pedagogía Social y 1 de Economía Aplicada).

## Dirección
La dirección de la Facultad le corresponde al Consejo Directivo y al decano. Colaboradores inmediatos del decano son los vicedecanos, el secretario y el asistente administrativo. A nivel de sede de la Universidad Nacional en Medellín, la administración está presidida por el vicerrector y el Consejo de Decanos. 
A escala nacional, las más altas autoridades son el rector, el Consejo Superior Universitario y el Consejo Académico, constituido este último por los decanos de las cuatro sedes de la Universidad, que son las de Bogotá, Medellín, Manizales y Palmira y los de las tres sedes de presencia nacional que son Amazonía, Orinoquia y Caribe.